# شاكر مصطفى سليم
شاكر مصطفى سليم علامة ومؤرخ عراقي.

## سيرته
شاكر آل مصطفى سليم العزاوي، ولد لأسرة بغدادية كانت تسكن في محلة (راس الساقية) في باب الشيخ، وكانت أسرته من متولي جامع الخفافين، فمنهم أهل وجاهة وخير ومنهم الحاج عبد الرزاق مصطفى سليم المتوفي سنة 1954من أهل الفقه والعلم، ولقد كان والده قد أنتقل لمدينة العمارة موظفا حكوميا، فولد شاكر فيها.
- حصل الدكتور شاكر مصطفى سليم  على شهادة الدكتوراه من جامعة لندن. وولد في مدينة العمارة، ودرس في بغداد والقاهرة ولندن. ثم حصل على شهادة الدكتوراه في الانثروبولوجي، وهو أول أستاذ عراقي أدخل هذا الاختصاص إلى جامعة بغداد، وادخل مادة لدراسة المجتمع العراقي، وذاع أسمه وشهرته عند تصديه بقوة للأوضاع السياسية والاجتماعية التي حدثت بعد عام 1959، وتعرض بسبب نقده الاجتماعي إلى السجن والنقل من كلية إلى كلية، ثم تعرض للفصل من الوظيفة بعد كتابته فصولاً انتقادية هاجم فيها حكم عبد الكريم قاسم في جريدة الحرية عام 1960.[4]

## كتبه
وتأليفه جملة كتب منها: (من مذكرات قومي متآمر) 1959 و(الإعصار الأحمر) 1960 و(نضال وحبال 1963) و(محكمة حسن الركاع)، وهو صاحب أول مبادرة في دراسة مجتمع الأهوار العراقية، وصدر كتابه في هذا المجال بأسم: الجبايش وهو جزآن، طبع سنة 1956-1957، وكان فيما بعد مصدراً رئيساً لعديد من الدراسات في علم الاجتماع العراقي، من مؤلفاته الأخرى: (الطيش القاتل) – قصة 1936 و(محاضرات في الانثروبولوجي) 1959 و(الإنسان في المرآة) ترجمة 1964 وهو كتاب يبحث علاقة الانثوبولوجي بالحياة المعاصرة من تاليف كلايد كلوكهون، وقاموس الأنثربوبوجيا، صدر سنة 1981، عن جامعة الكويت، وله كتب أخرى كتبت بالإنكليزية، ذكره الدكتور معن خليل عمر في كتابه «رواد علم الاجتماع في العراق».

## جهوده
- بفضل جهوده أدخل تدريس الانثروبولوجي لأول مرة في كلية الآداب ثم أصبح مادة ثابتة من مواد الدراسة في جامعة بغداد. من الشخصيات العراقية الأكاديمية التي لعبت دوراً بارزاً في العقد الخامس والسادس من هذا القرن في مجال البحث والنقد الاجتماعي «الدكتور شاكر مصطفى سليم» صاحب دراسة مجتمع الجبايش في منطقة الجبايش في منطقة الأهوار الذي عاش فيها عاماً كانلاً 1953 واصفاً المجتمع القروي في جنوب العراق.
- مارس النقد الاجتماع لأحداث سياسية متصارعة في جريدة الحرية، أثارت انتباه قراء الجماعات المتصارعة وكان نقده أحادي الجانب . أي أنه انطلق من الجانب القومي ضد الجانب الشيوعي والمؤولين السياسيين أبان حكم عبد الكريم قاسم فتعرض لمشاكل سياسية ومهنية أدت إلى السجن والأبعاد والنقل من كلية إلى أخرى والفصل من الوظيفة ـ توفي سنة 1985.[6]

خلال ربع قرن من حياته الأكاديمية قدمّ عطاءً علمياً للمختصين في الانثروبولوجيا وعلم الاجتماع وتعبوياً للجماهير بشكل متميز نستطيع أن نقسم عطاءه على ما يأتي:
1. دراسة ميدانية أكاديمية (الجبايش).
2. مقالات نقدية (جماهيرية قومية).
3. كتابات نقلية أكاديمية (تراجم وتأليف).

## المصدر
- تاريخ مساجد بغداد ، محمود شكري الالوسي ، دار احياء التراث ، بيروت ، 1948.
- ألبغداديون : أخبارهم ومجالسهم ، أبراهيم الدروبي ، تحقيق الدكتور أسامة ناصر النقشبندي ، دار الرشيد ، بغداد ، 1990.
- شاكر مصطفى سليم ، سيرة وفكر ، محمد قاسم جعفر ، مجلة المعلم ، بغداد ، 1977